# Johann Molitor
Johann Molitor (auch Johannes VII. Molitor, Johann Müller; * 16. Mai 1576 in Dettelbach; † 20. August 1639 in Kloster Triefenstein) war von 1617 bis 1619 und von 1623 bis 1637 Propst des Augustiner-Chorherrenstiftes Triefenstein, daneben stand er zwischen 1619 und 1623 dem Stift Heidenfeld vor. Molitor betätigte sich außerdem als Schriftsteller.

## Die Stifte vor Molitor
Beide Chorherrenstifte erlebten vor der Amtszeit des Johann Molitor einen umfassenden Niedergang, der indirekt durch die Reformation ausgelöst worden war. In Triefenstein trat die benachbarte Stadt Wertheim früh zum neuen Glauben über. Das Stift verlor daraufhin seine wirtschaftliche Versorgungsbasis. Erst unter dem Würzburger Fürstbischof Julius Echter von Mespelbrunn forcierte man die geistliche Erneuerung. In Heidenfeld klagte der Konvent den Vorgänger des Johannes VII. Molitor, Johannes VI. Pröbstler der Zauberei an. Der Propst wurde schließlich verbrannt.

## Leben
Johann Molitor wurde am 16. Mai 1576 in der Amtsstadt des Würzburger Bischofs, Dettelbach, geboren. Seine Eltern entstammten nicht der bürgerlichen Oberschicht der kleinen Stadt, sondern galten als arm. Dennoch gelang es Molitor zu studieren, wahrscheinlich an der neu gegründeten Universität Würzburg. Förderung für seine Ausbildung erhielt er durch das Benediktinerkloster St. Stephan in der Bistumsmetropole Würzburg. Schließlich wurde Molitor zunächst Weltpriester.
Wohl im Dienste des Würzburger Fürstbischofs Julius Echter von Mespelbrunn forcierte Molitor die Gegenreformation an mehreren Orten im Bistum. Unter anderem in seiner Geburtsstadt Dettelbach, in Fladungen und in Marktheidenfeld wurde er eingesetzt. Aufgrund seines Erfolges erhielt Molitor eine Pfründe im Würzburger Kollegiatstift Neumünster. Irgendwann zu Beginn des 17. Jahrhunderts gab er sein Amt als Weltpriester auf und wurde Mitglied des Chorherrenstiftes in Triefenstein.
Schnell stieg der Dettelbacher im kleinen Konvent auf. Nach seiner Wahl zum Stiftspropst führte Molitor die Satzungen des Augsburger Chorherrenstiftes Heilig Kreuz ein. Die Satzungen wurden gleichzeitig auch in Heidenfeld etabliert. Schnell galt der Propst als theologischer Erneuerer und wurde noch zu Lebzeiten heiligmäßig verehrt. Diesem Erfolg ist wohl auch die Berufung zum Stift von Kloster Heidenfeld unter dem Namen Johannes VII. zu verdanken, hinter der wohl wiederum Bischof Julius Echter zu suchen ist.
Molitor versuchte das durch die Vorgänger heruntergewirtschaftete Stift zu entschulden und begann wieder Novizen in den Konvent aufzunehmen. In Heidenfeld erhielt Molitor wiederum viel Lob und wurde schnell als Vater der Armen bezeichnet. Bereits 1623 resignierte Molitor auf das Stift Heidenfeld und widmete sich wieder ganz der Aufbauarbeit in Triefenstein. Als die Schweden im Dreißigjährigen Krieg Würzburg besetzten, floh Molitor kurze Zeit nach Köln. Später wurde er Visitator und Novizenmeister. Johann Molitor starb am 20. August 1639 im Stift Triefenstein, wo er als „zweiter Stifter“ verehrt wird.

## Werke
Johann Molitor verfasste neben seiner seelsorgerischen und verwalterischen Tätigkeit auch mehrere Bücher. Er tat sich als aszetischer Schriftsteller hervor. Unter anderem erschien eine Biographie des Generalissimus Wallenstein.